# Yara International
Yara International é uma multinacional norueguesa e que atua na área química, entre seus produtos estão mineração de fosfato, fabricação de amônia, fertilizantes, nitrato de cálcio, ácido nítrico, ácido fosfórico entre muitos outros produtos. Na sua divisão ambiental atua em soluções para controle de odores em instalações industriais ou de infraestrutura pública como estações de tratamento de esgoto.
Sua sede fica na cidade de Oslo, Noruega e foi criada em 1905,porém a Yara só passou a ser uma empresa independente em março de 2004.
Em 30 de janeiro de 2025, o governo da Noruega era acionista direto ou indireto de 43,75% das ações da Yara International.

## História

### Século 20

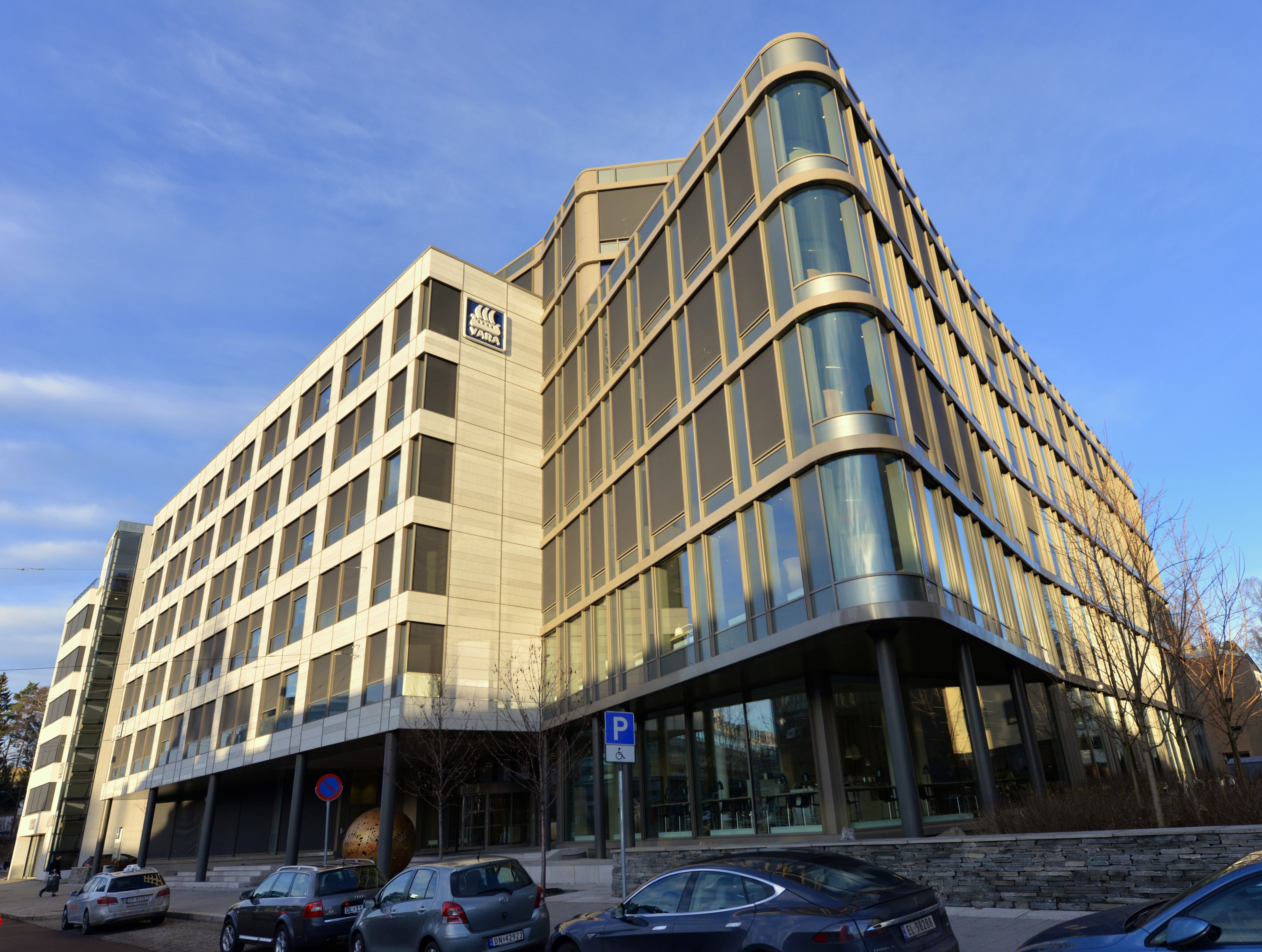
Sede da Yara em Oslo na Noruega.

A empresa foi fundada por Sam Eyde e Kristian Birkeland  em 1905 com o nome de Norsk Hydro, em 1907 ocorre a primeira remessa exportada pela empresa de nitrato de cálcio para a Tailândia, em 1910 surge o primeiro logo da empresa, em 1913 começa a exportar seus produtos para a China e em 1919 surge o primeiro centro de pesquisa da Yara na cidade de Oslo, na Noruega. Em 1927, a empresa adquire uma licença para utilizar um novo método de produção de amônia, o que resulta em um aumento de quatro vezes na capacidade de produção, em 1938 tem início da produção regular de fertilizantes NPK.
A Hydro foi fortemente abalada pela Segunda Guerra Mundial, o que levou o grupo a reorganizar e focar seu crescimento com base em pesquisas e entrada em novos modelos de negócios, em 1946 surgem mais dois centros de pesquisa na Noruega e em 1947 obtém acesso à produção de energia hidrelétrica em Glomfjord, na Noruega, para estabelecer uma fabrica de amônia na região, já em 1955, começa a produção de fertilizantes em território norueguês.
A partir dos anos 1960 a Hydro inicia sua expansão internacional abrindo unidades industriais no exterior, ao abrir uma fabrica no Catar com o nome de Qafco em uma joint venture com a Qatar Industries em 1969, em 1979 a empresa de fertilizantes holandesa NSM é adquirida pela Hydro, em 1981 a Hydro compra 75% das ações do grupo sueco de fertilizantes Supra AB, em 1983, um escritório é aberto em Harare, no Zimbábue, em 1985 e 1986 compra respectivamente as companhias alemãs Ruhr-Stickstoff AG e empresa francesa de fertilizantes Cofaz e em 1995 Hydro se torna o único fornecedor de nutrição vegetal e serviços agronômicos em todos os cinco continentes do mundo.
A Norsk Hydro compra no Brasil a empresa de fertilizantes Adubos Trevo em julho de 2000, naquela época a Trevo tinha 10% do mercado brasileiro de fertilizantes.

### Século 21

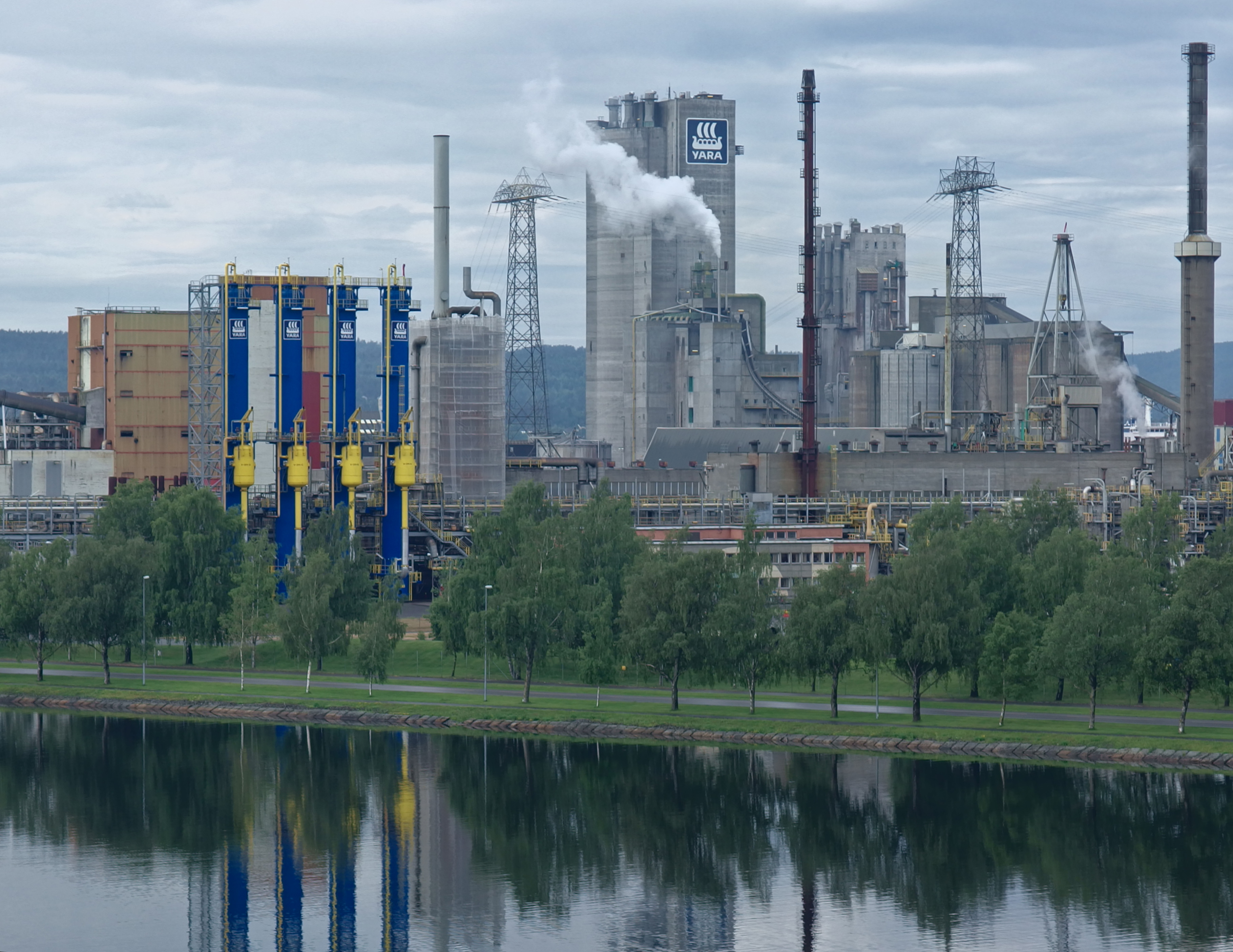
Fábrica da Yara em Porsgrunn na Noruega.

Em março de 2004 houve a separação dos negócios de agricultura da Norsk Hydro que anteriormente se chamava Hydro Agri para a formar a Yara International ASA, a Hydro se desfez de 80% que ela detinha na nova companhia e as vendeu na Bolsa de Valores de Oslo, a partir dai a Yara passou a ser uma companhia independente.Em 2005 Yara completa 100 anos de fundação e em 2007 adquire por 672 milhões de euros a Kemira-GrowHow, uma empresa finalandesa e que era sua concorrente no mercado de fertilizantes.Em 2008 a Yara conquista o prêmio ambiental norueguês “Glassbjørnen” por seu catalisador de abatimento de óxido nitroso, que reduz de forma significativa as emissões de gases de efeito estufa em diversos setores.
Em 2010 inicia suas operações em continente Africano, em 2013 compra a divisão de fertilizantes da Bunge no Brasil por 750 milhões de dólares,e em agosto de 2014 comprou 60% da companhia de fertilizantes brasileira Galvani por 390 milhões de dólares.
No mês de agosto de 2016, a Yara fechou a compra das unidade de produção de amônia e ureia da Tata Chemicals na Índia por 400 milhões de dólares,no mesmo ano anunciou investimentos de 275 milhões de dólares na unidade da empresa na cidade de Rio Grande no estado do Rio Grande do Sul no Brasil.em novembro de 2017 a Yara comprou a unidade de fertilizantes da Vale na cidade de Cubatão, São Paulo por 255 milhões de dólares,esta aquisição tornou a Yara, a maior produtora de nitrogênio do Brasil, no mesmo ano a Yara e a Kongsberg fecharam um acordo para criar o primeiro navio de contêineres totalmente elétrico e autônomo do mundo, com emissões zero. Com esse navio, a Yara reduzirá em 40.000 o número de viagens anuais de caminhões movidos a diesel.